# Bukowinki (Beskid Sądecki)
Bukowinki lub Bukowina (ok. 1175 m) – szczyt w głównym grzbiecie Pasma Radziejowej w Beskidzie Sądeckim. Znajduje się pomiędzy Złomistym Wierchem Południowym (1215 m) a Przełęczą Długą (1166 m). Jest to szczyt porośnięty lasem. Jego południowy stok opada do potoku Kotelnicznego, północny do Średniego Potoku.
Nazwę Bukowina podaje przewodnik Bogdana Mościckiego (oraz wysokość 1218 m). Na mapie turystycznej figuruje nazwa Bukowinki i wysokość 1209 m. Na mapach Geoportalu szczyt nie ma nazwy.
Przez Bukowinki biegnie granica między miejscowościami Jaworki w powiecie nowotarskim i Roztoka Ryterska w powiecie nowsądeckim oraz Główny Szlak Beskidzki. Ze szlaku tego w odległości 50 m od wierzchołka Bukowiny w południowym kierunku odchodzi nieznakowana ścieżka prowadząca do zarastającej polany Młaki. Równolegle do szlaku turystycznego północnymi stokami Pasma Radziejowej biegnie leśna Ścieżka Teodora.

## Szlaki turystyczne
Rytro – Niemcowa – Radziejowa – Bukowinki – Złomisty Wierch Południowy – Złomisty Wierch Północny – Prehyba – Krościenko